# Frank Leske
Frank Leske (* 1965) ist ein deutscher Bildhauer.
Nach einer ersten Ausbildung als Bauzeichner wurde Frank Leske Steinbildhauer. Er arbeitet in Granit, Marmor und Holz. 2002 wurde er mit dem Kulturpreis der Stadt Bad Kreuznach ausgezeichnet. Er lebt und schafft in Bad Kreuznach.

## Ausstellungen
- Galerie Hellbusch in Mainz.[2]
- „Der Jäger aus Kurpfalz“. Eine Installation von Frank Leske und Walter Brusius im Orgel Art Museum (2009).[3]
- Schräge Köpfe – Holzskulpturen. Kulturflecken Silberstein 2008.[4]
- Deutscher Evangelischer Kirchentag 2009[5]